# Uraniborg
Pour les articles homonymes, voir Uranienborg.
 (octobre 2014).
Si vous disposez d'ouvrages ou d'articles de référence ou si vous connaissez des sites web de qualité traitant du thème abordé ici, merci de compléter l'article en donnant les références utiles à sa vérifiabilité et en les liant à la section « Notes et références ».
Uraniborg (parfois orthographié Uranieborg ou Uranienborg) est le nom donné au palais et à l'observatoire de l'astronome danois Tycho Brahe situés sur l'île de Ven, dans le détroit du Sund (cette île aujourd'hui suédoise appartenait à l'époque au Danemark). Le palais était dédié à Uranie, la Muse de l'astronomie, Uraniborg signifiant « Le palais d'Uranie ». Il était à l'époque considéré comme le plus important observatoire d'Europe.

## Histoire et construction

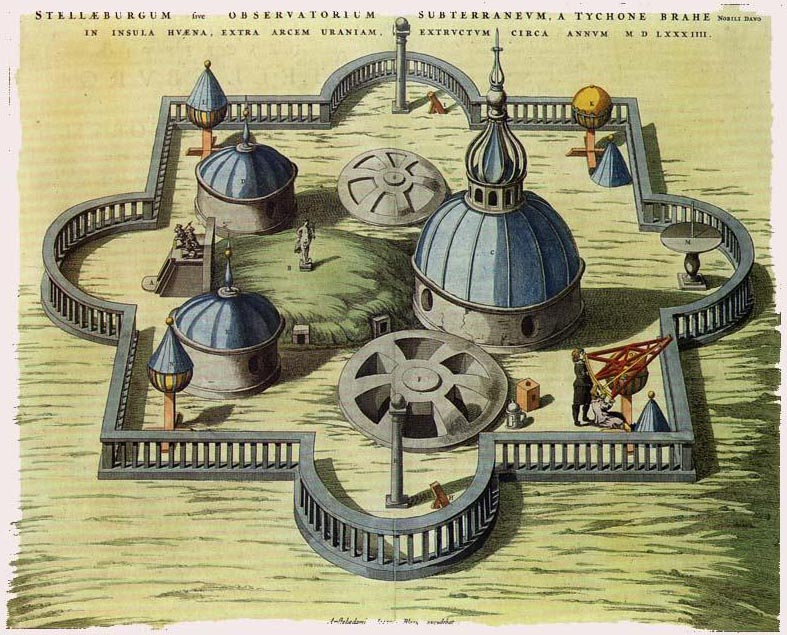
Vue des parties supérieures du Stjerneborg, dessinée par Willem Blaeu vers 1595.

En 1576, de retour dans son pays natal après un voyage qui l'avait conduit de Francfort à Venise, Tycho Brahe avait semble-t-il décidé de quitter le Danemark pour s'installer à Bâle et y pratiquer l'astronomie. Le roi Frédéric II de Danemark, ami des sciences, que les premiers travaux de Brahe avait impressionné, offrit à ce dernier une petite île nommée Ven (Hven à l'époque), ainsi qu'une pension annuelle, afin de conserver à ses côtés le savant le plus éminent de son royaume. Brahe détenait en outre l'autorité suprême sur Ven et percevait des revenus sur le travail des habitants de l'île, qu'il administra d'ailleurs comme un véritable dictateur. Le roi fera également construire à ses propres frais le palais, que Brahe baptisera Uraniborg, à charge ensuite pour lui d'en payer les frais d'entretien et de fonctionnement. La première pierre fut posée le 8 août 1576. Les travaux de construction dureront de 1576 à 1580.
Le palais fut construit sur le point le plus élevé de l'île, à environ 45 mètres au-dessus du niveau de la mer. Bien que relativement petit (le bâtiment principal mesurait environ 15 mètres de côté), il s'agissait d'un édifice luxueux, richement décoré de peintures et de statues, et qui comprenait également les ateliers de construction des instruments inventés par Brahe, une imprimerie et un moulin à papier destinés à la publication de ses travaux, un laboratoire d'alchimie, ainsi que des jardins agrémentés de nombreuses variétés d'herbes et de plantes, qui servaient, semble-t-il, à préparer divers médicaments. Le bâtiment s'élevait sur plusieurs niveaux ; de nombreuses fenêtres très larges, des tours et des balcons, permettaient les observations astronomiques. Le tout était ceint d'une muraille de 100 mètres de côté environ.
Uraniborg devint rapidement un centre scientifique important et réputé, attirant les étudiants et les astronomes de toute l'Europe. Il semble que Brahe ait eu jusqu'à quarante collaborateurs simultanément. Peu de temps après le début de ses travaux de recherche, Brahe trouva son palais trop exigu pour contenir tous ses instruments, et le sol sablonneux sur lequel le palais était construit paraissait trop peu stable pour garantir une précision suffisante dans les mesures. Il fit donc construire en 1584 à 75 mètres environ du côté sud d'Uraniborg un observatoire astronomique enterré appelé Stjerneborg (nom signifiant « palais des étoiles » et donc assorti à celui d'Uraniborg).

## Instruments et observations

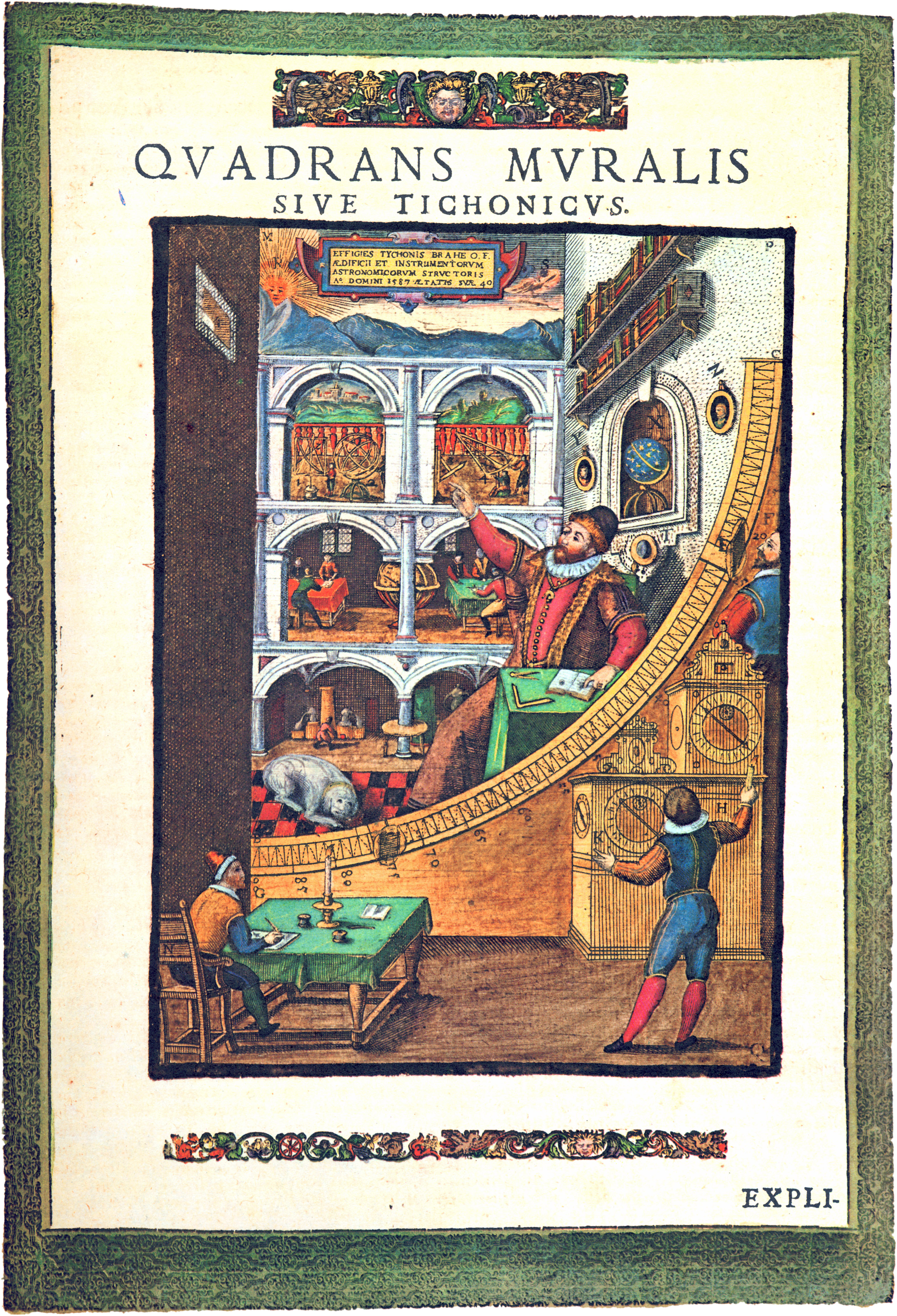
Gravure publiée dans Astronomiae instauratae Mechanicae en 1598, montrant Tycho Brahe, entouré d'assistants, en train d'effectuer des mesures à l'aide du grand quadrant mural installé dans le palais d'Uraniborg.

L'observatoire ayant été construit plus de vingt ans avant l'invention de la lunette astronomique, les observations y furent menées sans l'aide d'aucun instrument optique. Avec l'aide de ses assistants et bénéficiant d'instruments qu'il ne cesse d'améliorer lui-même, il parvient cependant à mesurer la position des astres avec une précision encore jamais atteinte.
Les instruments conçus par Brahe étaient d'une taille imposante : de 2 à 2,5 mètres pour les plus grands. Il les décrira plus tard dans son ouvrage Astronomiae instauratae Mechanicae, publié en 1598. Il fabriqua notamment des horloges graduées à la seconde, dont l’une mesurait près d’un mètre de diamètre. Il était assisté dans sa tâche par une équipe de vingt à trente collaborateurs s’occupant des observations ou des calculs.
L'ensemble de ces observations permettra notamment d'établir le catalogue d'étoiles le plus précis et le plus complet de l'époque. Recensant 1005 étoiles avec une précision de l'ordre de la minute d'arc, il servira notamment de base à l'Uranometria de Johann Bayer publié en 1603. Johannes Kepler sera le premier à publier l'ensemble des observations de Brahe à Uraniborg sous forme de tables, dans ses Tabulae Rudolphinae en 1627.
Les instruments d'observation à l'œil nu d'Uraniborg (quadrants, sextants, sphère armillaire, etc.) ont tous disparu, ayant probablement été détruits après que l'invention de la lunette astronomique et du télescope les a rendu inutiles[pertinence contestée].

## La destruction
Quelque temps après la mort de Frédéric II en 1588, Brahe, qui s'est révélé un piètre administrateur, plein de dureté pour les habitants de l'île, dont il monopolise les ressources au profit d'Uraniborg, perd le soutien du nouveau roi, Christian IV. La pension qui lui avait été octroyée est supprimée. Tombé en disgrâce, il fait banqueroute et est contraint de quitter l'île de Ven et même le territoire du Danemark en 1597.
Très tôt après le départ de Tycho Brahe, Uraniborg et Stjerneborg sont détruites par les habitants de l'île, et les pierres récupérées pour la construction de divers bâtiments. En 1671, l'Académie des sciences de Paris envoie l'astronome français Jean Picard sur le site pour mesurer la longitude précise de l'observatoire, afin de valider certaines des observations de Brahe. Dans le rapport qu'il fit de son expédition en 1680, Le Voyage d'Uraniborg, Picard remarque avec dépit que seulement 75 ans après l'abandon du site si prestigieux, seule une partie en creux dans le sol permet de situer l'emplacement du Stjerneborg, et d'Uraniborg ne subsistent que des monticules rectilignes marquants l'emplacement des murs d'enceinte. Picard est d'ailleurs obligé de creuser le sol pour trouver des traces des fondations du palais principal. À propos d'Uraniborg, Picard écrit dans son rapport :

« Mais outre le déplaisir que j'eus d'être obligé de chercher Uraniborg à Uraniborg même, je ne pus voir sans quelque sorte d'indignation, que ce lieu fameux dont il sera parlé pendant qu'il y aura des astronomes, était rempli de vieilles carcasses d'animaux comme une infâme voirie. »

L'île de Ven est de nos jours située sur le territoire de la commune suédoise de Landskrona. Dans les années 1950, Stjerneborg fit l'objet de fouilles archéologiques qui permirent la restauration de l'observatoire. Celui-ci abrite désormais un musée et un centre multimédia retraçant l'histoire du site et celle de Tycho Brahe. Les jardins du palais font également partie d'un projet de restauration ; les plantes cultivées à l'époque de Tycho Brahe seront réimplantées sur le site.